# أو إل إم
أو إل إم (باليابانية: 株式会社オー・エル・エム، بالروماجي: Kabushikigaisha Ō Eru Emu) (بالإنجليزية: OLM) هو إستوديو أنمي ياباني تم تأسيسه عام 3 أكتوبر 1990. أحد أكثر مسلسلات الاستوديو شهرة هو مسلسل بوكيمون. الاستوديو مكون من عدة فرق، ومقره في سيتاغايا، طوكيو.

## أعمال الاستوديو

### المسلسلات أنمي تلفزيونية
- موجاكو (1995 ــ 1997)
- بوكيمون (1997)
- بيرسيرك (مانغا) (1997 ــ 1998)
- كبيرا متحريي أغاثا كريستي بوارو وماربل (2004)
- ديسجايا (2006)
- ريه الأنيميشن (2006)
- أبطال الكرة (2008 ــ 2011)
- ليتل باتلرز إكسبيريينس (2011 – 2012)

إنازوما إلفن غو (2013 ــ 2014)
- يوكاي واتش (2014 ــ 2018)
- كوكوتاما (2015 - 2018)
- 100% باسكال-سنسي (2017)
- ميكس (2019)

### الافلام
- بوكيمون: لوكاريو أند ذا مايستري أوف ميو (2005)
- إنازوما إلفن غو: كيوكيوكو نو كيزونا غوريفون (2010)
- جنود السايبورغ (2016)
- فيلم بوكيمون: قصة كل شخص(2018)
- فيلم بوكيمون الأول: هجوم ميوتو
- فيلم بوكيمون 2000: قوة الإتحاد
- فيلم بوكيمون 3: إنتيه و تعويذة الأنون
- فيلم بوكيمون فور إيفر: سيليبي صوت الغابة
- بوكيمون هيروز: لاتيوس و لاتياس
- فيلم بوكيمون: جيراتشي محقق الأماني
- فيلم بوكيمون: مصير ديوكسيس
- بوكيمون رينجر و قصر البحر
- فيلم بوكيمون: نهوض داركراي
- فيلم بوكيمون: غيراتينا و محارب السماء
- فيلم بوكيمون: أركيوس و جوهرة الحياة
- فيلم بوكيمون: زوروارك سيد الأوهام
- فيلم بوكيمون بلاك: فيكتيني و ريشيرام
- فيلم بوكيمون وايت: فيكتيني و زيكروم
- فيلم بوكيمون: كيوريم ضد سيف العدالة
- فيلم بوكيمون: جينيسيكت و نهوض الأسطورة
- فيلم بوكيمون: ديانسي و شرنقة الدمار
- فيلم بوكيمون: هوبا و صراع الأزمنة
- فيلم بوكيمون: فولكانيون و الأعجوبة الميكانيكية
- فيلم بوكيمون: أنا أختارك!
- شين أنغيو أونشي
- إينازوما إليفن: هجوم الجيش الأقوى أوغر
- إينازوما إليفن غو في مواجهة دانبورو سنكي دبل
- إينازوما إليفن غو: مباراة أحلام البعد الخارق
- ني نو كوني (2019)

## وصلات خارجية
- أو إل إم على موقع IMDb (الإنجليزية)
- أو إل إم على موقع ANN company (الإنجليزية)

- موقع الاستوديو الرسمي